# フランツ・クレメント
フランツ・ヨーゼフ・クレメント（Franz Joseph Clement, 1780年11月17日または18日 - 1842年11月3日）は、オーストリアのヴァイオリニスト、ピアニスト、作曲家、アン・デア・ウィーン劇場の指揮者。ルートヴィヒ・ヴァン・ベートーヴェンの友人だった。

## 生涯
若い頃からヴァイオリニストとしての才覚を発揮したクレメントは、複雑な楽曲に短時間目を通しただけで暗譜で演奏するという並外れた能力によって知られていた。ヴィルトゥオーソとしての演奏の合間に、上下逆さに持ったヴァイオリンの1本の弦のみでソナタを演奏するというような、気楽でおどけた見世物を挟んでいた。1805年にある評論家が彼の独特なスタイルについて以下のように記している。
大胆で強靭な演奏、感動的で力強いアダージョ、迫力あるボウイング、ロード＝ヴィオッティ楽派が持ち味とする音色が彼を特徴づけるのではない。むしろ、彼の演奏は筆舌に尽くしがたい繊細さ、均整、品性を備える。そこには喜ばしい優しさと清らかさがあり、これらによって彼が最高峰の完璧なヴァイオリニストであることが保証されることに疑いの余地はない。同時に、彼はその完全に特有の軽妙さにより、まことに信じがたい難所でもただ戯れるだけであるかのように見え、この上なく不敵なパッセージであったとしてもひと時も確実さを置き去りにすることはないのである。
ベートーヴェンはクレメントが1794年に弱冠14歳の神童としてウィーンで演奏するのを聴き、彼と知り合いになっている。
ベートーヴェンが交響曲第3番『英雄』を初めて公の場で指揮したのは、1805年4月17日のアン・デア・ウィーン劇場の慈善演奏会でのことだった。同じコンサートでは、6作が知られるクレメント自作のヴァイオリン協奏曲のうち、ニ長調の作品を自ら初演している。
続いてクレメントは次の慈善演奏会のためとして、友人であったベートーヴェンにヴァイオリン協奏曲を委嘱し、1806年12月23日に初演している。ベートーヴェンが演奏間際まで曲を書いていたため、クレメントはリハーサルなしで演奏に臨んだと伝えられている。
クレメントの作品には多数のピアノまたは管弦楽とヴァイオリンのための作品の他、1848年に出版されたオッフェトリウム『Ave, o rosa mistica』がある。